# Belalcázar (kommun)
Belalcázar är en kommun i Spanien.   Den ligger i provinsen Province of Córdoba och regionen Andalusien, i den centrala delen av landet, 240 km sydväst om huvudstaden Madrid. Antalet invånare är 3 486.